# Leif Belfrage
Leif Axel Lorentz Belfrage, född 1 februari 1910 i Stockholm, död 30 augusti 1990, var en svensk diplomat.

## Biografi
Efter att ha avlagt juris kandidatexamen 1933 blev Belfrage extra ordinarie notarie vid Stockholms rådhusrätt och sedan amanuens vid Handelsdepartementet. I clearingnämnden var han sekreterare (1937) och direktör (1940), samt medlem av valutadirektionen. Åren 1943–1945 hade han posten som verkställande direktör vid Statens Handelskommissionen, och blev därefter utsedd till byråchef vid Utrikesdepartementet (UD) 1945. Den senare posten innehade han endast ett år då han utnämndes till handelsråd vid den svenska beskickningen i Washington DC. 1948 återvände han till Sverige och utsågs till utrikesråd och chef för handelsavdelningen vid UD (1949–1953). Han stannade vid UD som biträdande kabinettssekreterare åt Arne S. Lundberg (1953–1956), och sedan Lundbergs efterträdare som kabinettssekreterare  (1956–1967). Han var därtill flera gånger Sveriges ombud vid olika handelsförhandlingar. År 1952 blev Belfrage ledamot av Sveriges delegation hos den europeiska kol- och stålunionens Höga Myndighet. Därpå tjänstgjorde han som ambassadör i London  1967–1972 och som chef för den svenska OECD-delegationen i Paris 1972–1976. Vid dåvarande PKbanken och Statsföretag var Belfrage verksam som konsult i internationella, ekonomiska frågor.
Belfrage var personlig vän med flera samtida personligheter. Vid Dag Hammarskjölds bortgång fann man ett manuskript som senare utgavs som bok med titeln Vägmärken. Manuskriptet innehöll ett brev adresserat till Belfrage. I egenskap av kabinettssekreterare var han ordförande vid de årliga sändebudsmötena med utrikesminister Östen Undén. Under dessa sändebudsmöten skapades genom diskussioner och framlagda fakta Sveriges utrikespolitiska hållning. 
Belfrage invaldes 1963 i Krigsvetenskapsakademien. Han är begravd på Norra begravningsplatsen utanför Stockholm.

## Familj
Belfrage var son till börsdirektören Kurt Belfrage och Gurli, född Löfgren, bror till diplomaten och företagsledaren Kurt-Allan Belfrage samt farbror till kabinettssekreterare Frank Belfrage. Han gifte sig 17 mars 1937 med filosofie magister Greta Jering (1911–1994), dotter till John Johanson och Annie, född Wester.

## Utmärkelser

### Svenska utmärkelser
- Kommendör med stora korset av Nordstjärneorden, 10 november 1962.[7]
- Kommendör av första klassen av Nordstjärneorden, senast 1962.[8]
- Kommendör av Nordstjärneorden, 11 november 1952.[9]
- Riddare av Nordstjärneorden, 1948.[10]
- Riddare av Vasaorden, 1942.[11]

### Utländska utmärkelser
- Storkorset av Argentinska förtjänstorden, senast 1962.[8]
- Officer av Belgiska Kronorden, senast 1950.[12]
- Kommendör av första graden av Danska Dannebrogsorden, senast 1955.[13]
- Storkorset av Finlands Lejons orden, senast 1962.[8]
- Första klassen av Iranska Homayounorden, senast 1962.[8]
- Storkorset av Isländska Falkorden, senast 1955.[13]
- Kommendör av Isländska falkorden, senast 1947.[14]
- Storkorset av Italienska republikens förtjänstorden, 14 juni 1966.[15]
- Officer av Italienska Sankt Mauritius och Sankt Lazarusorden, senast 1942.[16]
- Storkorset av Liberias Afrikas Befrielsesorden, senast 1962.[8]
- Storkorset av Nederländska Oranien-Nassauorden, senast 1962.[8]
- Storkorset av Norska Sankt Olavsorden, 1 juli 1959.[17]
- Storkorset av Peruanska Solorden, senast 1962.[8]
- Kommendör av första klassen av Polska Polonia Restitutaorden, senast 1962.[8]
- Storkorset av Storbritanniska Empireorden, senast 1962.[8]
- Storkorset av Förbundsrepubliken Tysklands förtjänstorden, senast 1962.[8]
- Kommendör av Ungerska förtjänstorden, senast 1945.[18]
- Storofficer av Venezuelas Mirandaorden, senast 1962.[8]
- Storkorset av Österrikiska förtjänstorden, senast 1962.[8]